# هوكر هنتر
هوكر هانتر (بالإنجليزية: Hawker Hunter)، هي طائرة مقاتلة نفاثة بريطانية تفوق سرعتها سرعة الصوت جزئيًا، طُوّرت من قبل شركة هوكر لصالح سلاح الجو الملكي البريطاني في أواخر أربعينيات وأوائل خمسينيات القرن العشرين. صُمّمت للاستفادة من محرك رولز-رويس أفون [الإنجليزية] النفاث الجديد وجناحها المائل، وكانت أول طائرة نفاثة تُنتجها شركة هوكر وتتعاقد عليها القوات الجوية الملكية. في 7 سبتمبر 1953، حطّم النموذج الأولي المعدّل منها الرقم القياسي العالمي للسرعة الجوية، إذ بلغ سرعة 727.63 ميلاً في الساعة (1,171.01 كم/س؛ 632.29 عقدة).
دخلت النسخة ذات المقعد الواحد الخدمة عام 1954 كمقاتلة يومية عالية المناورة، لتحل بسرعة محل مقاتلات الجيل النفاث الأول مثل غلوستر ميتيور ودي هافيلاند فينوم في خدمة سلاح الجو الملكي، بينما تولّت طائرة غلوستر جافلين مهام القتال الليلي وفي جميع الأحوال الجوية. وصدرت لاحقًا نسخ مطوّرة تدريجيًا من الهانتر، شملت تحسينات في أداء المحرك وزيادة في سعة الوقود، إلى جانب تعديلات أخرى. كما استُخدمت الطائرة من قبل فرقتين للاستعراض الجوي في سلاح الجو الملكي: فرقة السهام السوداء، التي حلّقت مرة بتشكيل ضمّ 22 طائرة في حلقة واحدة في رقم قياسي، ولاحقًا فرقة الماس الأزرق، التي استخدمت 16 طائرة.
حظيت الهانتر بانتشار عالمي واسع، إذ خدمت في أساطيل جوية لـ21 دولة حول العالم. تحوّل دور الهانتر إلى القصف الأرضي والاستطلاع الجوي من خلال نسخ مخصصة مع دخول طائرة إنجلش إلكتريك لايتنينغ الأسرع من الصوت الخدمة كمقاتلة اعتراضية في الستينيات. كما بقيت النسخ ذات المقعدين تُستخدم في مهام التدريب والأدوار الثانوية في كل من سلاح الجو الملكي وسلاح البحرية الملكي حتى أوائل التسعينيات. وبعد ستة عقود من دخولها الخدمة، استمرت الطائرة في العمل بنشاط، حيث كانت في الخدمة لدى سلاح الجو اللبناني حتى عام 2014.
شاركت الهانتر في عدد كبير من النزاعات حول العالم مع عدة دول مشغّلة، من بينها: أزمة السويس، الطوارئ في عدن، الحرب الصينية-الهندية، الحربين الهندية-الباكستانية عامي 1965 و1971، حرب الأدغال في روديسيا، الحرب الأهلية الثانية في الكونغو، حرب الأيام الستة، حرب الاستنزاف، وحرب يوم الغفران (أكتوبر). وبالمجمل، جرى تصنيع 1,972 طائرة هوكر هانتر من قبل شركة هوكر وشركتها الخلف هوكر سيدلي، إلى جانب إنتاجها بموجب ترخيص في دول أخرى. وقد استُبدلت في الخدمة البريطانية لاحقًا بطائرات لايتنينغ، وهوكر سيدلي هارير، وماكدونل دوغلاس إف-4 فانتوم II.

## المستخدمون
في ستينيات القرن العشرين، تمتعت طائرة هوكر هنتر بسمعة قوية ومزايا تقنية جذبت اهتمام العديد من الدول، لاسيما الحليفة لبريطانيا. ومع مرور الزمن وتطور تقنيات الطيران الحربي، تقاعدت الهوكر هنتر من الخدمة العسكرية النشطة، وأصبحت تُستخدم بشكل أساسي في مهام التدريب والعروض الجوية، بينما تراجع استخدامها القتالي إلى حالات نادرة.
ومن أبرز مشاركاتها القتالية المتأخرة، استخدامها من قبل سلاح الجو العراقي في قصف أهداف إسرائيلية خلال حرب أكتوبر عام 1973، وذلك أثناء دعمه للجبهة السورية.
- أبو ظبي
- بلجيكا
- تشيلي
- الدنمارك
- الجمهورية العراقية
- الهند
- الأردن
- كينيا
- الكويت
- السعودية
- لبنان (12) 4 منها ما زال في الخدمة.
- هولندا
- عُمان
- بيرو
- قطر
- روديسيا
- الصومال
- السويد
- سويسرا
- المملكة المتحدة
- زيمبابوي